# Centralne Towarzystwo Gospodarcze dla Wielkiego Księstwa Poznańskiego
Centralne Towarzystwo Gospodarcze dla Wielkiego Księstwa Poznańskiego (CTG) – społeczno-ekonomiczna organizacja polskich ziemian w Wielkim Księstwie Poznańskim założona na zjeździe w dniach 21–22 lutego 1861 roku. Jego celem było propagowanie nowoczesnych metod rolniczych w uprawie ziemi i hodowli poprzez organizowanie stacji doświadczalnych, wystaw, zebrań, dyskusji, wycieczek, konkursów oraz poprzez publikowanie wyników w prasie i czasopismach (główne wydawnictwo: Ziemianin).
CTG zajmowało się także organizowaniem rynku artykułów rolno-spożywczych oraz rekrutacją robotników rolnych.
Na czele towarzystwa stał Przewodniczący oraz Zarząd Centralny, podlegały im towarzystwa filialne mające własne dyrekcje. Bezpośrednio przed I wojną światową towarzystwo wraz z 14 filiami liczyło około 800 członków.
Przewodniczącymi byli kolejno:
- Adolf Łączyński (1861–1865)
- Hipolit Cegielski (1865–1868)
- Włodzimierz Adolf Wolniewicz (1868–1873)
- Henryk Szuman (1873–1884)
- Zygmunt Szułdrzyński (1884–1891)
- Stanisław Żółtowski (1891–1905)
- Tadeusz Jackowski (1905–1914)
- Tadeusz Szułdrzyński (1914–1923)
- Mieczysław Chłapowski (1923–1926)

Przy Zarządzie Centralnym powstały stopniowo wydziały:
- Wydział Techniczno-Fabryczny: przekształcony później w Wydział Gorzelniczy, a następnie w Towarzystwo Gorzelników
- Wydział Leśny, przekształcony następnie w Towarzystwo Leśne
- Wydział Ogólny
- Wydział Rolny
- Wydział Chowy Inwentarza
- Wydział Spraw Robotniczych